# Johnson Macaba
Johnson Monteiro Pinto Macaba (ur. 23 listopada 1978 w Luandzie) – angolski piłkarz, reprezentant kraju, grający na pozycji pomocnika.

## Kariera piłkarska
Przygodę z futbolem rozpoczął w 1998 w klubie EC São Bernardo. Od tego czasu grał w takich klubach jak Francana czy União Agrícola Barbarense FC. W 2001 występował w Gama, wraz z którą zdobył Campeonato Brasiliense. 
Po krótkim epizodzie w Londrina EC, w 2002 wyjechał do Turcji, gdzie dołączył do Malatyasporu. Przez dwa lata gry w zespole Tygrysów Wschodu, 9 razy pojawiał się na boisku. W kolejnych latach grał w brazylijskich América São José do Rio Preto, CA Juventus i Associação Portuguesa de Desportos. 
Od 2006 znajdował się w kadrze Goiás. Sięgnął z zespołem po Campeonato Goiano w 2006. Od 2007 wypożyczany był do Santa Cruz FC (13 występów/2 bramki), Shenzhen FC (27 występów/13 bramek), do klubu z ojczyzny, tj. Recreativo Libolo oraz Chengdu Blades (20 występów/12 bramek). 
W 2011 dalej grał w Chinach, gdzie przywdziewał trykoty Shenzhen Fenghuang oraz Chongqing Liangjiang Athletic. Następnie grał w klubach z niższych lig brazylijskich, takich jak Grêmio Catanduvense de Futebol czy Clube Atlético Sorocaba. Karierę piłkarską zakończył w Chinach w 2012, podczas swojej drugiej przygody w Chengdu Blades.
| Sezon   | Klub                               | Kraj     | Rozgrywki                     | Mecze | Bramki |
| ------- | ---------------------------------- | -------- | ----------------------------- | ----- | ------ |
| 1998    | EC São Bernardo                    | Brazylia |                               |       |        |
| 1999    | EC São Bernardo                    | Brazylia |                               |       |        |
| 2000    | Francana                           | Brazylia |                               |       |        |
| 2001    | União Agrícola Barbarense FC       | Brazylia | Campeonato Brasileiro Série D | 24    | 0      |
| 2001    | SE Gama                            | Brazylia | Campeonato Brasileiro Série A | 2     | 0      |
| 2002    | Londrina EC                        | Brazylia | Campeonato Brasileiro Série A |       |        |
| 2002/03 | Malatyaspor                        | Turcja   | Süper Lig                     | 7     | 0      |
| 2003/04 | Malatyaspor                        | Turcja   | Süper Lig                     | 2     | 0      |
| 2004    | América São José do Rio Preto      | Brazylia | Campeonato Brasileiro Série C |       |        |
| 2005    | CA Juventus                        | Brazylia |                               |       |        |
| 2006    | Associação Portuguesa de Desportos | Brazylia | Campeonato Brasileiro Série B | 2     | 0      |
| 2006    | Goiás                              | Brazylia | Campeonato Brasileiro Série A | 18    | 3      |
| 2007    | Goiás                              | Brazylia | Campeonato Brasileiro Série A | 1     | 0      |
| 2007    | Santa Cruz FC                      | Brazylia | Campeonato Brasileiro Série B | 13    | 2      |
| 2008    | Shenzhen FC                        | Chiny    | Chinese Super League          | 27    | 13     |
| 2009    | Recreativo Libolo                  | Angola   | Girabola                      |       |        |
| 2010    | Chengdu Blades                     | Chiny    | China League One              | 20    | 12     |
| 2011    | Shenzhen Fenghuang                 | Chiny    | China League One              | 10    | 4      |
| 2011    | Chongqing Liangjiang Athletic      | Chiny    | China League One              | 12    | 6      |
| 2012    | Grêmio Catanduvense de Futebol     | Brazylia |                               |       |        |
| 2012    | Clube Atlético Sorocaba            | Brazylia |                               |       |        |
| 2012    | Chengdu Blades                     | Chiny    | China League One              | 13    | 2      |

## Kariera reprezentacyjna
Karierę reprezentacyjną rozpoczął 6 maja 2001 w meczu przeciwko Kamerunowi, wygranym 2:0. 
W 2006 został powołany na Puchar Narodów Afryki. Podczas tego turnieju wystąpił w spotkaniu z Demokratyczną Republiką Konga. Cztery lata później znalazł się w zespole na organizowany przez Angolę Puchar Narodów Afryki 2010. Zagrał w zremisowanym meczu fazy grupowej z Algierią. 
Spotkanie to było ostatnim dla Macaby w drużynie narodowej, dla której w latach 2001–2010 wystąpił w 12 spotkaniach.
| Mecze i gole w reprezentacji | Mecze i gole w reprezentacji | Mecze i gole w reprezentacji | Mecze i gole w reprezentacji  | Mecze i gole w reprezentacji | Mecze i gole w reprezentacji | Mecze i gole w reprezentacji |
| #                            | Data                         | Miasto                       | Przeciwnik                    | Gol                          | Wynik                        | Rozgrywki                    |
| ---------------------------- | ---------------------------- | ---------------------------- | ----------------------------- | ---------------------------- | ---------------------------- | ---------------------------- |
| 1.                           | 06.05.2001                   | Luanda                       | Kamerun                       |                              | 2:0                          | El. MŚ 2002                  |
| 2.                           | 10.06.2001                   | Luanda                       | Mauritius                     |                              | 1:0                          | COSAFA Cup 2001              |
| 3.                           | 17.06.2001                   | Cabinda                      | Birma                         |                              | 2:1                          | El. PNA 2002                 |
| 4.                           | 29.06.2001                   | Trypolis                     | Libia                         |                              | 1:1                          | El. MŚ 2002                  |
| 5.                           | 29.03.2003                   | Luanda                       | Algieria                      |                              | 1:1                          | El. MŚ 2002                  |
| 6.                           | 20.04.2003                   | Harare                       | Zimbabwe                      |                              | 0:1                          | COSAFA Cup 2003              |
| 7.                           | 25.01.2006                   | Kair                         | Demokratyczna Republika Konga |                              | 0:0                          | PNA 2006                     |
| 8.                           | 18.11.2006                   | Dar es Salaam                | Tanzania                      |                              | 1:1                          | towarzyski                   |
| 9.                           | 10.10.2009                   | Vila Real de Santo António   | Malta                         |                              | 2:1                          | towarzyski                   |
| 10.                          | 14.10.2009                   | Olhão da Restauração         | Kamerun                       |                              | 0:0                          | towarzyski                   |
| 11.                          | 30.12.2009                   | Vila Real de Santo António   | Estonia                       |                              | 0:1                          | towarzyski                   |
| 12.                          | 18.01.2010                   | Luanda                       | Algieria                      |                              | 0:0                          | PNA 2010                     |

## Sukcesy
SE Gama
- Campeonato Brasiliense (1): 2001

Malatyaspor
- Finał Pucharu Turcji (1): 2002/03

Goiás EC
- Campeonato Goiano (1): 2006